# В'юхіно
В'ю́хіно (рос. Вьюхино) — селище у складі Сисертського міського округу Свердловської області.
Населення — 162 особи (2010, 61 у 2002).
Національний склад населення станом на 2002 рік: росіяни — 80 %.